# Opisthoxia lucilla
Opisthoxia lucilla är en fjärilsart som beskrevs av Butler 1881. Opisthoxia lucilla ingår i släktet Opisthoxia och familjen mätare. Inga underarter finns listade i Catalogue of Life.